# Hildebrand Diehl
Hildebrand Diehl (* 2. Juli 1939 in Wiesbaden) ist ein ehemaliger deutscher Politiker (CDU).

## Oberbürgermeister
Bei der Landtagswahl in Hessen 1983 kandidierte er im damaligen Wahlkreis Wiesbaden III, unterlag aber dem SPD-Kandidaten Herbert Schneider. Bei den Bürgermeisterdirektwahlen 1997 gelang Hildebrand Diehl die Überraschung, in der Stichwahl eine knappe Mehrheit gegen seinen Gegenkandidaten Rolf Praml von der SPD zu erlangen, gegen den er im ersten Wahlgang noch unterlegen war. Von 1989 bis 1997 war er bereits Bürgermeister von Wiesbaden.
Bei den folgenden Wahlen 2003 erreichte Diehl bereits im ersten Wahlgang 57,7 % der Stimmen und wurde so im Amt bestätigt.
Aufgrund des Erreichens der Altersgrenze ist Diehl am 2. Juli 2007 vor Ablauf der Wahlperiode aus dem Amt ausgeschieden. Am 11. März 2007 wurde der CDU-Kandidat Helmut Müller im ersten Wahlgang zu seinem Nachfolger gewählt.

## Ehrungen
Seit 2000 ist Hildebrand Diehl Ehrenbürger von Görlitz. Außerdem ist er Stadtältester in Wiesbaden.